# من یانلینگ
من یانلینگ (انگلیسی: Man Yanling؛ زادهٔ ۹ نوامبر ۱۹۷۲) بازیکن فوتبال اهل چین است.
وی همچنین در تیم ملی فوتبال زنان چین بازی کرده‌است.